# Michael Lorenz (Autor)
Michael Lorenz (* 10. Mai 1963 in Unna) ist ein deutscher Sachbuchautor.
Lorenz war Geschäftsführer und Partner der Kienbaum Management Consultants.

## Werke
Michael Lorenz:
- Fit für die Geschäftsführung im digitalen Zeitalter: Souveräne Performance in 8 Schritten. Mit Harald Eichsteller. Campus Verlag, Frankfurt am Main 2019, ISBN 978-3-593-51097-2.
- Generation Young. Wie sie denkt.Wie sie arbeitet. BusinessVillage, Göttingen 2019, ISBN 978-3-86980-456-9.
- Digitale Führungskompetenz - Was Führungskräfte von morgen heute wissen sollten. Springer Gabler, Heidelberg 2018, ISBN 978-3-658-22673-2.

Michael Lorenz, Uta Rohrschneider:
- Vorstellungsgespräche - Best of Edition. 3. Aufl., Haufe-Lexware, Freiburg 2018, ISBN 978-3-648-12185-6.
- Bewerbung für Berufseinsteiger - inkl. Arbeitshilfen online. Haufe Lexware, Freiburg 2015, ISBN 978-3-648-06584-6.
- Neuorientierung für Führungskräfte: Berater in eigener Sache. 2. Aufl., Springer Gabler, Heidelberg 2014, ISBN 978-3-658-05141-9.
- Fit für die Geschäftsführung: Aufgaben und Verantwortung souverän meistern. 4. Aufl., Campus Verlag, Frankfurt am Main 2019, ISBN 978-3-593-51042-2.
- Praktische Psychologie für den Umgang mit Mitarbeitern: die vier Mitarbeitertypen führen. 2. Aufl., Springer Gabler, Heidelberg 2013, ISBN 978-3-593-37988-3.
- Praxishandbuch Mitarbeiterführung. 3. Aufl., Haufe-Lexware, Freiburg 2013, ISBN 978-3-648-03723-2.
- Der Personalentwickler: Instrumente, Methoden, Strategien. Gabler Verlag, Wiesbaden 2011, ISBN 978-3-8349-2289-2.
- Erfolgsfaktor Potenzialanalyse: Aktuelles Praxiswissen zu Methoden und Umsetzung in der modernen Personalentwicklung. Gabler Verlag, Wiesbaden 2010, ISBN 978-3-8349-2260-1.
- Praxishandbuch Mitarbeiterführung. Haufe Mediengruppe, Freiburg 2010, ISBN 978-3-648-00334-3.
- Meine Bewerbung. 5. Aufl., Haufe Mediengruppe, Planegg 2010, ISBN 978-3-648-00339-8.
- Vorstellungsgespräche. 5. Aufl., Haufe Mediengruppe, Planegg 2009, ISBN 978-3-448-10082-2.
- Meine Bewerbung: Von der Stellensuche bis zur perfekten Bewerbungsmappe. 4. Aufl., Haufe Mediengruppe, Planegg 2009, ISBN 978-3-448-09506-7.
- Neuorientierung für Führungskräfte : Berater in eigener Sache. 2. Aufl., Springer Gabler, Wiesbaden 2014, ISBN 978-3-658-05141-9.
- Erfolgreiche Personalauswahl : sicher, schnell und durchdacht. 2. Aufl., Gabler Verlag, Wiesbaden 2015, ISBN 978-3-8349-4765-9.
- Die besten Bewerbungsmuster. 4., aktual. Auflage. Haufe Mediengruppe, Freiburg 2009, ISBN 978-3-448-08780-2.
- Praktische Psychologie für den Umgang mit Mitarbeitern : die vier Mitarbeitertypen führen. Campus Verlag, 2008, ISBN 978-3-593-37988-3.
- Jobsuche und Bewerbung - mit dem neuen Gleichbehandlungsgesetz. 5. Aufl., Haufe Lexware,  Freiburg 2011, ISBN 978-3-648-02369-3.
- Praxishandbuch für Personalreferenten. Campus Verlag, Frankfurt 2007, ISBN 978-3-593-38320-0.
- Die besten Bewerbungsmuster für Führungskräfte. 2. Aufl., Haufe Mediengruppe,  Freiburg 2006, ISBN 3-448-07239-7.
- Die attraktive Bewerbung. 3. Aufl., Haufe Mediengruppe,  Planegg 2005, ISBN 3-448-07112-9.
- Vorstellungsgespräche: Antidiskriminierung - das sind ihre Rechte! 3. Aufl., Haufe Mediengruppe, Planegg 2005, ISBN 3-448-06728-8.
- Das Vorstellungsgespräch : richtig vorbereiten - überzeugend auftreten. 2. Aufl., Haufe Lexware,  Freiburg 2006, ISBN 3-448-06196-4.
- Personalauswahl : schnell und sicher Top-Mitarbeiter finden. 2. Aufl., Haufe Mediengruppe, Freiburg 2002, ISBN 3-448-05124-1.

Michael Lorenz, Uta Rohrschneider, Stephan Wecke:
- Kündigung - Abfindung - Neuorientierung : so holen Führungskräfte das Beste für sich raus. Campus Verlag, Frankfurt 2004, ISBN 3-593-37434-X.